# Hilversums Schaakgenootschap
Het Hilversums Schaakgenootschap (HSG) is een schaakvereniging uit Hilversum.

## Geschiedenis
De vereniging werd opgericht op 28 september 1887 door de Hilversumse slager en wethouder Jacob Peet en is aangesloten bij de Stichts-Gooise Schaakbond.
In 1893 was de HGS met Schaakclub Utrecht betrokken bij de eerste massakampen in Nederland, gehouden tussen verenigingen uit verschillende plaatsen. Massakampen, ofwel wedstrijden waarin verenigingen met meerdere borden tegelijkertijd tegen elkaar strijden, was geen nieuw fenomeen, maar was tot dusverre beperkt tot die van tussen het VAS en de Amsterdamsche Schaakclub, beiden uit dezelfde plaats.
Anno 2021 kan HSG bogen op een paar historische feiten: het is de oudste en grootste schaakvereniging in Het Gooi en de enige dorpsvereniging uit de negentiende eeuw die nog bestaat. Voorts is het de op twee na oudste actieve schaakvereniging van Nederland. In die klassering moet het alleen het Haagse Discendo Discimus en de zelden op de voorgrond tredende Doesborghsche Schaakgenootschap voor zich dulden.

## Competitie
Het eerste team werd in de seizoenen 2007/08, 2008/09, 2009/10, 2010/11 clubkampioen van Nederland. Na deze glorieperiode gleed het eerste team in rap tempo af. In het seizoen 2011/12 degradeerde de club uit de Meesterklasse, het seizoen daarna (2012/13) werd het wederom laatste in de Eerste Klasse, en nog een seizoen later (2013/14) degradeerde de club uit de Tweede Klasse. Het seizoen erop (2014/15) werd de club kampioen in de Derde Klasse en heroverde daarmee terrein, maar in 2018 zakte de club weer af naar de Derde Klasse. In het seizoen 2023/24 eindigde de club als negende en degradeerde opnieuw, dit keer naar de Vierde Klasse.

## HSG Open
Sinds 2006 organiseert HSG het HSG Open, een prestigieus schaaktoernooi dat jaarlijks grootmeesters weet aan te trekken.

## Bekende (oud-)leden

### Ereleden
- 1890: Arnold van Foreest
- 1894: Norman van Lennep
- 1907: Jacob Peet Jz.
- 1927: J. H. de Ruwe
- 1937: J. F. van Houtum
- 1937: D. Burgersdijk
- 1946: H. de Jong sr.
- 1947: P. de Ruiter
- 1951: P. J. Versluis
- 1954: C. de Boer
- 1955: W. Kooiman
- 1959: H. H. Hamers
- 1961: J. de Jong
- 1961: H. N. Spit
- 1974: S. Harkema
- 1987: J. Stomphorst
- 1989: J. J. van Oosterom
- 1990: J. H. O. Graaf van den Bosch
- 1998: C. J. Overbeeke
- 2000: P. E. Bomli
- 2005: A. C. Swart
- 2005: A. Plomp
- 2021: P. Mars

### Andere leden
Andere bekende schakers bij de vereniging waren/zijn onder andere H.D.B. Meijer, Daniël Stellwagen, Loek van Wely, Erwin l'Ami, Yasser Seirawan en Friso Nijboer.

## Erelijst
- Landskampioen: 2x (2008, 2009)
- Bekerwinnaar: 2x (2008, 2009)

## Publicaties
- Johan Hut en Wim van der Wijk: Mat in de mediastad. 125 jaar schaken in Hilversum, met nul partijen en één diagram. Hilversum, 2012. Geen ISBN.[4]